# Södermanlands runinskrifter 259

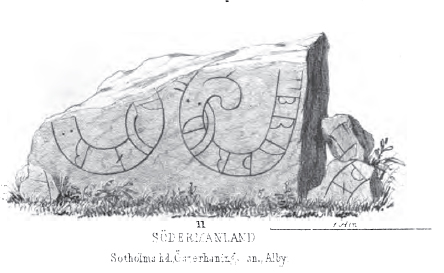
Richard Dybecks teckning från 1855

Södermanlands runinskrifter 259, även kallad "Albystenen", består av ett runstensfragment på Albys södra ägor i Österhaninge socken på Södertörn.

## Stenen
Albystenen, som endast är den forna runstenens fotstycke, står sannolikt kvar på sin ursprungliga plats i kanten av en åkerholme och strax nordost om Österhaninge begravningsplats. Den står som en gränsmarkering mellan byarna Alby, Lundby och Berga och troligen har en forntida väg gått förbi. Stenen står omnämnd på en lantmäterikarta 1774 och på 1850-talet uppgav Richard Dybeck, att han vid ett besök fått höra, att den "blivit sönderslagen för flera mansåldrar sedan". Av tre brottstycken som då fanns på platsen har två försvunnit men de syns på hans teckning här intill. Stenen av ådrad gnejs har nu endast en stympad runslinga med ett fåtal runor i behåll. Slingans svans och hals är i basen låsta med ett cirkulärt koppel.

## Inskriften
Runsvenska: ...kar : l... bruthru : ...
Nusvenska:  ...kar l... broder...